# Спірідон Скембріс
Спірідон Скембріс (грец. Σπυρίδων Σκέμπρης; нар. 22 лютого 1958) – грецький шахіст і шаховий тренер (тренер ФІДЕ від 2013 року), гросмейстер від 1991 року.

## Шахова кар'єра
У 1080-х і до середини 90-х років належав до когорти провідних грецьких шахістів. Між 1980 і 1994 роками вісім разів (зокрема 3 рази на шахівниці) взяв участь у шахових олімпіадах, а в 1989 і 1992 роках, у командних чемпіонатах Європи, на другому з них здобувши золоту медаль в особистому заліку на 2-й шахівниці. Неодноразово брав участь у фіналі чемпіонату Греції, чотири рази здобувши золоту медаль (у 1981, 1984, 1989 і 1993 роках).
Першого значного успіху на міжнародній арені досягнув у 1977 році, поділивши 3-тє місце (позаду Артура Юсупова і Алонсо Сапати, разом з Петаром Поповичем, Рейнальдо Верою і Єнсом Ове Фрісом-Нільсеном) на чемпіонаті світу серед юніорів до 20 років у Інсбруці. У наступних роках досягнув низки успіхів, зокрема, в таких містах, як:
- Афіни (1988, турнір Акрополіс Інтернешнл, поділив 1-місце разом з Васіліосом Котроніасом і 1989, поділив 1-місце разом з Васіліосом Котроніасом і Євгеном Васюковим),
- Монпельє (1989, поділив 2-ге місце позаду Міодрага Тодорчевича, разом зі Зденко Кожулом),
- Комотіні (1992, поділив 1-місце разом з Іллєю Сміріним, Яаном Ельвестом, Ентоні Майлсом і Борисом Альтерманом),
- Геусдал (1993, турнір Anold Cup, поділив 1-місце разом із Сергієм Тівяковим),
- Кардиця (1994, поділив 2-ге місце позаду Суата Аталика, разом з Васіліосом Котроніасом),
- Лімасол (1997, поділив 1-ше місце разом з Крумом Георгієвим, Ігорем Міладиновичем і Евстратіосом Грівасом),
- Монтекатіні-Терме (1999, поділив 1-місце разом із, зокрема, Ігорем Наумкіним і 2000, посів 1-ше місце),
- Братто (1999, поділив 2-ге місце позаду Володимира Єпішина, разом з Еральдом Дервіші, Синишою Дражичем і Мішо Цебало і 2000, поділив 2-ге місце позаду Володимира Єпішина, разом з Еральдом Дервіші, Ренцо Мантовані і Мішо Цебало),
- Анталья (2001, посів 2-ге місце позаду Стеліоса Халкіаса),
- Стамбул (2001, поділив 2-ге місце позаду Хрістоса Банікаса, разом з Деяном Божковим),
- Кавала (2005, поділив 1-місце разом з Суатом Аталиком і Едуардасом Розенталісом),
- Чезенатіко (2007, поділив 2-ге місце позаду Ігорса Раусіса, разом із, зокрема, Феліксом Левіним, Мілко Попчевим і Лексі Ортегою).

Найвищий рейтинг Ело в кар'єрі мав станом на 1 січня 1993 року, досягнувши 2565 очок ділив тоді 95-105-те місце у світовому рейтинг-листі ФІДЕ, одночасно займаючи 1-ше місце серед грецьких шахістів.

## Зміни рейтингу
| На цьому місці має відображатися графік чи діаграма, однак з технічних причин його відображення наразі вимкнено. Будь ласка, не видаляйте код, який викликає це повідомлення. Розробники вже працюють для того, щоби відновити штатне функціонування цього графіка або діаграми. | |
| | На цьому місці має відображатися графік чи діаграма, однак з технічних причин його відображення наразі вимкнено. Будь ласка, не видаляйте код, який викликає це повідомлення. Розробники вже працюють для того, щоби відновити штатне функціонування цього графіка або діаграми. |